# 2. ŽNL Krapinsko-zagorska 2017./18.
2. ŽNL Krapinsko-zagorska u sezoni 2017./18. predstavlja 2. rang županijske lige u Krapinsko-zagorskoj županiji, te ligu šestog ranga hrvatskog nogometnog prvenstva. 
 
U natjecanju sudjeluje 11 klubova. Prvak lige je postala "Pregrada".

## Sudionici
- Desinić
- Đalski Gubaševo
- Ivančica Zlatar Bistrica
- Jedinstvo Sveti Križ Začretje
- Lobor
- Milengrad 2005 Budinščina
- Mladost Belec
- Omladinac Dubrovčan
- Pregrada
- Sloga Konjščina
- Toplice (Krapinske Toplice)

## Ljestvica
| mj. | klub                          | ut. | pob | ner | por | gol+ | gol- | bod |
| --- | ----------------------------- | --- | --- | --- | --- | ---- | ---- | --- |
| 1.  | Pregrada                      | 20  | 15  | 2   | 3   | 56   | 14   | 47  |
| 2.  | Ivančica Zlatar Bistrica      | 20  | 15  | 1   | 4   | 75   | 27   | 46  |
| 3.  | Jedinstvo Sveti Križ Začretje | 20  | 14  | 2   | 4   | 68   | 21   | 44  |
| 4.  | Lobor                         | 20  | 10  | 2   | 8   | 40   | 45   | 32  |
| 5.  | Mladost Belec                 | 20  | 10  | 1   | 9   | 54   | 40   | 31  |
| 6.  | Omladinac Dubrovčan           | 20  | 8   | 5   | 7   | 40   | 43   | 29  |
| 7.  | Đalski Gubaševo               | 20  | 8   | 2   | 10  | 39   | 46   | 26  |
| 8.  | Milengrad 2005 Budinščina     | 20  | 8   | 0   | 12  | 43   | 63   | 24  |
| 9.  | Toplice (Krapinske Toplice)   | 20  | 6   | 4   | 10  | 26   | 38   | 22  |
| 10. | Sloga Konjščina               | 20  | 4   | 2   | 14  | 20   | 79   | 14  |
| 11. | Desinić                       | 20  | 1   | 1   | 18  | 13   | 58   | 4   |

## Rezultatska križaljka
Ažurirano 26. srpnja 2018. 
| kratica | klub                          | DES      | ĐAL | IVA | JED | LOB | MIL | MLA | OML  | PRE | SLO  | TOP |
| --- | ----------------------------- | -------- | --- | --- | --- | --- | --- | --- | ---- | --- | ---- | --- |
| DES | Desinić                       |          | 2:4 | 1:2 | 1:2 | 0:4 | 1:2 | 0:5 | 1:1  | 0:2 | 0:1  | 0:2 |
| ĐAL | Đalski Gubaševo               | 6:2      |     | 2:4 | 2:3 | 2:1 | 4:1 | 0:7 | 1:1  | 0:1 | 2:0  | 1:2 |
| IVA | Ivančica Zlatar Bistrica      | 3:0 p.f. | 3:2 |     | 4:1 | 8:2 | 8:0 | 3:1 | 4:1  | 1:1 | 6:1  | 6:0 |
| JED | Jedinstvo Sveti Križ Začretje | 5:0      | 3:0 | 3:1 |     | 5:0 | 4:0 | 4:2 | 3:1  | 1:1 | 13:0 | 0:1 |
| LOB | Lobor                         | 2:0      | 1:4 | 2:1 | 1:0 |     | 6:2 | 2:0 | 2:0  | 0:1 | 3:2  | 2:2 |
| MIL | Milengrad 2005 Budinščina     | 5:0      | 5:1 | 1:5 | 1:9 | 3:4 |     | 0:3 | 3:4  | 1:0 | 8:0  | 2:1 |
| MLA | Mladost Belec                 | 6:1      | 1:2 | 3:1 | 2:1 | 4:1 | 3:2 |     | 1:3  | 2:4 | 3:3  | 2:1 |
| OML | Omladinac Dubrovčan           | 1:0      | 1:1 | 3:2 | 1:1 | 4:3 | 2:3 | 3:4 |      | 0:1 | 5:0  | 2:1 |
| PRE | Pregrada                      | 1:0      | 3:1 | 1:3 | 1:2 | 5:1 | 5:0 | 4:2 | 10:0 |     | 9:0  | 2:0 |
| SLO | Sloga Konjščina               | 1:2      | 3:1 | 1:8 | 1:5 | 1:2 | 2:0 | 3:2 | 0:5  | 0:2 |      | 1:1 |
| TOP | Toplice (Krapinske Toplice)   | 3:2      | 2:3 | 1:2 | 1:3 | 1:1 | 1:4 | 2:1 | 2:2  | 0:2 | 2:0  |     |
| |                               |          |     |     |     |     |     |     |      |     |      |     |
| podebljan rezultat - utakmice od 1. do 11. kola (1. utakmica između klubova) rezultat normalne debljine - utakmice od 12. do 22. kola (2. utakmica između klubova) rezultat nakošen - nije vidljiv redoslijed odigravanja međusobnih utakmica iz dostupnih izvora rezultat nakošen i smanjen * - iz dostupnih izvora nije uočljiv domaćin susreta prekrižen rezultat - poništena ili brisana utakmica p - utakmica prekinuta 3:0 p.f. / 0:3 p.f. - rezultat 3:0 bez borbe |                               |          |     |     |     |     |     |     |      |     |      |     |

 Izvori: 

## Poveznice
- Nogometni savez Krapinsko-zagorske županije  Arhivirana inačica izvorne stranice od 16. studenoga 2016. (Wayback Machine)
- NS Krapinsko-zagorske županije, 2. ŽNL - rezultati  Arhivirana inačica izvorne stranice od 16. listopada 2017. (Wayback Machine)
- 2. ŽNL Krapinsko-zagorska